# Dennstaedtia elwesii
Dennstaedtia elwesii là một loài thực vật có mạch trong họ Dennstaedtiaceae. Loài này được (Bedd.) Bedd. miêu tả khoa học đầu tiên năm 1883.